# Bellingham (Massachusetts)
Bellingham és una població dels Estats Units a l'estat de Massachusetts. Segons el cens del 2007 tenia 15.908 habitants.

## Demografia
Segons el cens del 2000, Bellingham tenia 15.314 habitants, 5.557 habitatges, i 4.284 famílies. La densitat de població era de 319,6 habitants per km².
Dels 5.557 habitatges en un 37,9% hi vivien nens de menys de 18 anys, en un 64,6% hi vivien parelles casades, en un 8,9% dones solteres, i en un 22,9% no eren unitats familiars. En el 18,2% dels habitatges hi vivien persones soles el 6,1% de les quals corresponia a persones de 65 anys o més que vivien soles. El nombre mitjà de persones vivint en cada habitatge era de 2,75 i el nombre mitjà de persones que vivien en cada família era de 3,15.
Per edats la població es repartia de la següent manera: un 26,8% tenia menys de 18 anys, un 5,6% entre 18 i 24, un 34,6% entre 25 i 44, un 23,3% de 45 a 60 i un 9,7% 65 anys o més.
L'edat mediana era de 36 anys. Per cada 100 dones de 18 o més anys hi havia 94,2 homes.
La renda mediana per habitatge era de 64.496 $ i la renda mediana per família de 72.074$. Els homes tenien una renda mediana de 48.533 $ mentre que les dones 33.476$. La renda per capita de la població era de 25.047$. Entorn de l'1,6% de les famílies i el 2,5% de la població estaven per davall del llindar de pobresa.